# Estret

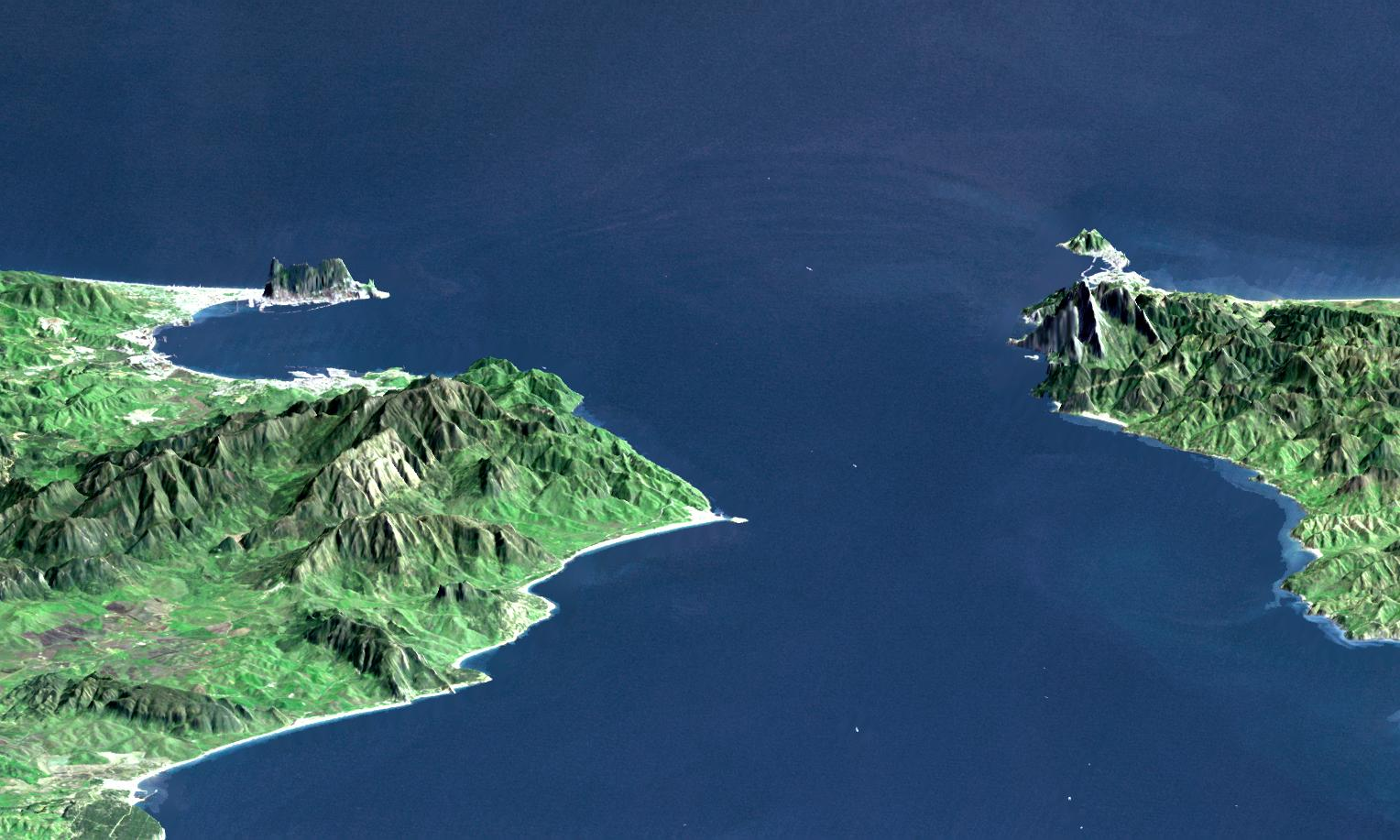
L'Estret de Gibraltar en perspectiva

Un estret o freu és una llença, un braç de mar o un canal estret d'aigua que connecta dues masses d'aigua més grans, i per tant, es troba entre dues masses de terra. Els termes estret, canal i pas poden ser sinònims, encara que aquestes darreres tenen altres accepcions. Molts estrets són de gran importància econòmica atès que hi poden passar rutes comercials importants; al llarg de la història nombroses guerres han estat causades per a tenir el control d'alguns estrets. S'han construït també estrets artificials o canals navegables per a unir dues masses d'aigua separades per un istme, com ara el canal de Panamà i el canal de Suez. De fet, el concepte d'istme és el concepte oposat al d'estret: un istme és la porció de terra envoltada per dues masses d'aigua i que uneix dues masses de terra.